# Дика миша (фільм)
«Дика миша» (нім. Wilde Maus) — австрійська кримінальна комедія 2017 року, повнометражний режисерський дебют Йозефа Гадера. Світова прем'єра стрічки відбулася 11 лютого 2017 року на 67-му Берлінському міжнародному кінофестивалі, де вона брала участь в основний конкурсній програмі, змагаючись за головний приз фестивалю — Золотий ведмідь.

## Сюжет
Георг, що пропрацював 25 років музичним критиком в газеті, звільнений новим босом. Не кажучи дружині-психотерапевтові, одержимою ідеєю народити дитину, про втрату роботи, Георг проводить дні в парку, а вечори — то біля будинку того самого начальника, дряпаючи його машину цвяхом і продумуючи план серйознішої помсти, то ремонтуючи зі шкільним другом Еріхом напівзруйнований віденський парк атракціонів «Дика миша».

## У ролях
| Йозеф Гадер           | … | Георг         |
| Піа Гірцеггер         | … | Йоанна        |
| Георг Фрідріх         | … | Еріх          |
| Йорг Гартманн         | … | Вальтер       |
| Деніс Москітто        | … | Себастьян     |
| Кріна Семчук          | … | Ніколета      |
| Нора фон Вальдштеттен | … | редактор Фітц |

## Знімальна група
- Автор сценарію — Йозеф Гадер
- Режисер-постановник — Йозеф Гадер
- Продюсер — Міхаель Кац, Файт Гайдушка
- Оператори — Ксіасу Ган, Андреас Талгаммер
- Монтаж — Ульріке Кофлер, Моніка Віллі, Крістоф Бруннер
- Підбір акторів — Єва Рот
- Художник-постановник — Крістоф Кантер
- Художник по костюмах — Макс Волкеніг
- Художник-декоратор — Ганс Вагнер

## Нагороди та номінації
| Список нагород та номінацій           | Список нагород та номінацій | Список нагород та номінацій | Список нагород та номінацій | Список нагород та номінацій | Список нагород та номінацій |
| Кінопремія                            | Дата церемонії              | Категорія                   | Номінант(и)                 | Результат                   | Дж                          |
| ------------------------------------- | --------------------------- | --------------------------- | --------------------------- | --------------------------- | --------------------------- |
| Берлінський міжнародний кінофестиваль | 18 лютого 2017              | Золотий ведмідь             | Дика миша                   | Номінація                   | [ 1 ]                       |